# 中居正広の金曜日のスマイルたちへ
『中居正広の金曜日のスマイルたちへ』（なかいまさひろのきんようびのスマイルたちへ）は、TBS系列で2001年10月19日から2024年12月13日まで毎週金曜日の20時57分 - 22時（JST）に放送されていた情報・教養トークバラエティ番組。司会を務めていた中居正広の冠番組でもあった。通称は「金スマ」（きんスマ）。
新聞ラ・テ欄では「中居正広の金スマ」ではなく「中居正広のキンスマ」と表記されることがある。
開始当初から長らく番組名は『中居正広の金曜日のスマたちへ』だった。しかし、2016年2月12日からは『中居正広の金曜日のスマイルたちへ』へと改題した。改名理由については諸説ある。
2016年4月1日より3分繰り上げ・9分拡大してフライングスタートを開始し、20時57分 - 22時の放送となった。これに伴い、直後の『金曜ドラマ』との接続はステブレレスに変更された。

## 概要
番組の開始以前はドラマ枠（TBS金曜9時枠の連続ドラマ）で、『欽ちゃんの週刊欽曜日』以来16年ぶりのバラエティ番組となった。名前は、1983年 - 1985年に放送されたテレビドラマ『金曜日の妻たちへ』（略：金妻）をもじったもので、番組開始時の番宣ポスターや広告では『中居正広のキン◯マ』と意図的に紛らわしい表記が使われていた。
マスコットキャラクターは、小鹿の「スマジロウ」。
番組開始から長らく女性をターゲットに波瀾万丈・ダイエット本の検証・社交ダンス・ひとり農業などさまざまな内容のキャンペーン（企画コーナー）を主軸に放送してきたが、放送20周年に突入した2020年末頃より、波瀾万丈・社交ダンス・ひとり農業を除いてそれまでの内容はほとんど一掃され、番組内容をリニューアル。「中居正広が芸能人の本音や素顔に迫る"深掘りバラエティ"」として特定の芸能人をゲストに迎えて特集したり、中居とゲストとの1対1のトーク企画、特定の芸能事務所などに絞った特集として所属タレントを多数ゲストに招く企画が主軸となった。これに伴い、それまで出演していた大竹しのぶを除くレギュラーパネラーの登場もほぼ無くなった（降板したわけでは無い）。
収録は土曜日の午後にTBS放送センターのBスタジオで行われていた。
2024年3月に『日立　世界ふしぎ発見!』が終了してからは、TBSのゴールデン・プライムタイムでは最長寿のバラエティ番組だった(本番組終了後は『マツコの知らない世界』が最長)。
番組歴代最高視聴率は、2016年5月13日放送の24.0%（ビデオリサーチ調べ、関東地区・世帯・リアルタイム）。
しかし、2024年12月に一部週刊誌が中居の女性トラブルを報道した影響から2025年1月10日、1月17日の放送を休止。
2025年1月20日、番組の打ち切りが正式に発表され、2001年10月の放送開始以来、23年2か月の歴史に幕を下ろした。これに伴い、公式サイトをはじめSNS（X、Instagram）も閉鎖され、2024年12月13日放送分が事実上の最終回となった。なお、番組終了発表から3日後の1月23日に中居も芸能界を引退した。

## 出演者
★は番組開始時のレギュラー。
職業（肩書き）の記載が無い人物は、TBSテレビのアナウンサー（出演当時も含む）。

### 番組打ち切り時点

#### MC
- 中居正広（タレント）★ ※ 2016年までSMAPのリーダー、2008年4月から帽子を被っている。

#### パネラー
レギュラー
- 大竹しのぶ（女優）★
- 陣内智則（お笑いタレント） ※ 2022年10月14日以降ほぼ毎回出演。
- 石原良純（俳優・タレント） ※ 2023年1月20日以降ほぼ毎回出演。
- 藤本美貴（歌手・タレント） ※ 2023年2月24日以降ほぼ毎回出演。

準レギュラー
- IMALU（モデル） ※ 大竹しのぶ欠席時、2011年10月28日から出演[10]。
- 野々村友紀子（放送作家） ※ 2019年10月頃から假屋崎省吾欠席時を中心に出演。
- ゆめぽて（モデル） ※ 2024年3月1日以降不定期出演。

ほか

#### 進行アシスタント
- 安住紳一郎★ ※ 2008年10月に本番組の収録が行われる土曜日に生放送される『情報7daysニュースキャスター』（『Nキャス』）が開始してからは不定期出演となり、その後、さらに多忙を極めるようになった事でスタジオ収録やロケへの参加頻度も激減した。それ以降は後述する駒田や若林などの後輩アナウンサーに任せて安住の出演は年1 - 2回程度となっている。また、2021年10月改編から『THE TIME,』（平日早朝の生放送番組）のメインキャスターへ就任したが、『Nキャス』等週末のレギュラー番組の続投に加えて、回によっては土曜日の午後に実施される当番組への収録にも引き続き参加することなどから、『THE TIME,』への出演曜日をあらかじめ月 - 木曜日に限っている。2022年10月14日（2時間SP）・11月11日放送分は中居が体調不良により収録を欠席したため代理MCを務めた。
- 若林有子 ※ 2021年10月1日放送分からスタジオ進行を担当。2023年9月の時点では、ほとんどのスタジオ企画に登場している。
- 伊藤隆佑 ※ 基本「社交ダンス部」時のみ出演だが、2018年11月23日放送回の「ひとり農業」ロケには進行役として出演し、2021年10月8日放送回からは進行アシスタントとして不定期出演。
- 高柳光希 ※ 野々村・藤本が参加する料理関連のロケ企画限定で、2023年6月の放送分から進行を担当。

### 過去

#### パネラー
レギュラー
- 篠原涼子（女優）★ - 2005年頃まで出演。
- 飯島愛（元タレント）★ - 2007年3月に芸能界を引退。それに伴い、同年4月6日放送回（後述）をもって降板。その後死去したが、2009年から2024年まで年内最後の放送のエンディングは、毎年必ず追悼企画で彼女の生前の姿を放送していた(奇しくも2024年最後の放送の追悼映像を最後に番組自体もそのまま打ち切りとなった)。また、番組関係者やスタッフなど集まる忘年会には彼女の遺影があり、今でも一員として扱われている。
- 高木美保（女優）
- ベッキー（タレント） - 2016年5月13日放送回（後述）以来出演が無かったが、2019年4月19日放送回にゲスト扱いで約3年ぶりに出演した。
- 假屋崎省吾（フラワーアーティスト） - 放送第3回からレギュラー。紹介テロップでは「かりやざき」と振り仮名が振られていた。前述した2020年末のリニューアル以降は出演がほぼ無く、番組打ち切り後はテレビ等のメディア出演自体を控えており[注 7]、現在はブログなどのSNSや直接ファンと触れ合えるイベント会場などで発信・交流している[11]。
- 室井佑月（小説家） - 前述の假屋崎同様、2020年末のリニューアル以降は出演頻度が激減した上に、同年5月10日に米山隆一（医師、弁護士、前新潟県知事、衆議院議員）と再婚してからは、政治家の妻として夫のサポートにほぼ専念していることもあり、中居が長期休養から復帰した2023年1月20日放送回が最後の出演となった。

準レギュラー
- 野沢直子
- ベック（モデル） ※ 2016年2月26日から出演し、2018年から2020年まではほぼ毎回出演。2023年1月20日放送回が最後の出演。
- 池田美優（モデル・通称：みちょぱ） ※ 2020年10月30日から2022年11月4日まで不定期出演。

#### 進行アシスタント
- 駒田健吾 ※ 主に安住不在時のスタジオや「ひとり農業」の進行役として、2016年3月まで出演。『NEWS23』のサブキャスター時代（同年4月 - 2019年5月）には休演していたが、2019年7月26日放送分から復帰した。「ひとり農業」のロケで安住と共演する場合には、先輩の安住から手荒な仕打ち（プロレス技など）を受けるパターンが定着している。
- 山本匠晃 ※ 基本「金スマ社交ダンス部」時のみ出演だった。しかし、2016年4月から2019年5月まで駒田が『NEWS23』出演のため、進行アシスタントやロケも担当する機会が増えた。
- 山内あゆ ※ 安住・山本共に不在時のみ出演。2018年から出演機会が増えている。
- 喜入友浩 ※ 2018年から「ひとり農業」のロケへ随時出演。
- 山本里菜 ※ 2019年6月28日放送回の「ひとり農業」ロケで初登場。山内と共に進行役を務めた。
- 田村真子 ※ 2021年10月22日放送回でスタジオ進行を担当
- 宇内梨沙 ※ 2021年6月11日放送分からスタジオ進行を不定期で担当。

#### リポーター（不定期出演）
- 小林麻耶 - 2019年4月19日放送回にゲストとして久々に出演。
- 加藤シルビア  ※「大ヒット本を徹底検証」時のみ出演。

#### 「赤」
パネラー席後方に座っている、赤い服を着た多数（100人）の女性は、通称「赤」と呼ばれるエキストラ。「赤」のメンバーは番組公式HPで公募されていた。過去には木梨憲武が乱入していた。新型コロナウイルス禍以後、「赤」は廃止されて出演者の後ろは無人のセット（芸能事務所の特集時はゲストのひな壇）となった。

#### 代打MC
- パク・ヨンハ （2006年7月21日放送分）[注 8]
- 二宮和也（嵐）（2022年12月2日放送分）[注 9]

## キャンペーン
番組では「コーナー」を「キャンペーン」と呼称していた。

### 番組打ち切り時点
中居くんと話してみたい!
中居と話してみたいスペシャルゲストが登場し、中居と1対1の2ショットトークを繰り広げ、ゲストの素顔を深堀りする企画。第1回ゲストは菅田将暉。
金スマ年代別アンケート
世間の女性たちが今気になる女性ゲストが登場。各世代の女性たちに聞いた気になるギモンに、ゲストがNG無しで回答していく企画。
金スマ波瀾万丈
『いつみても波瀾万丈』のパロディ。輝かしい功績を成し遂げた女性有名人（オネエキャラの男性有名人、お笑い芸人の場合もあり）の半生をVTRで振り返る。1時間で収まり切らず、2週に分けて放送したり、2時間以上のスペシャルとして放送することもある。
特番では、「金スマ波瀾万丈」の拡大版という名目で、田村裕（麒麟）の「ホームレス中学生」での未公開エピソードの映像化など、レギュラー放送とは異なる趣向で放送されている。内、「史上空前の音楽番組　ザ・ベストテンの真相」（2005年9月30日放送）が第43回ギャラクシー賞テレビ部門奨励賞を受賞。
ひとり農業
「金スマ海の家」の担当ディレクターだった渡辺ヘルムート直道が、2008年2月から住民票を茨城県常陸大宮市に移したうえで、同市内の借地を舞台に高木のアドバイスを受けながら自給自足の田舎暮らしに取り組むキャンペーン。キャンペーンタイトルの「ひとり農業」は、農業未経験者の渡辺が、単身で農業を営むことを表している。ただし実際には、近隣の住民、当番組のレギュラー陣、自身も農業を営む永島敏行、「海の家」の支配人だったノッチの一家、佐々木健介・北斗晶一家、出身地・北海道の農業への造詣が深い森崎博之（TEAM NACS）などが、渡辺の作業を随時手伝っている。
渡辺は、常陸大宮市への移住後に、養蜂、調味料作り、ビール作りなどへ挑戦。井戸掘りや（風呂を併設した）ピザ釜造りなどにも取り組んだほか、ステンドグラス・タイル絵付きの桧風呂・囲炉裏・温水式の床暖房を備えた新居の建築も手掛けている。2015年には、農業を続けながら喫茶店を営むことを視野に、近隣の空き店舗を自身の手で美容室兼喫茶店「ハレルヤ」に改装した（美容室は後述する妻が先行開業）。当番組では、その模様を年に数回放送するほか、TBSの公式サイト内に「ひとり農業ブログ」を開設中。放送では、渡辺への密着映像に小林が「渡辺、お前さんは（も）～た（だ）な」という独特の口調でナレーションを付けるほか、渡辺の移住日から取材日までの通算日数や渡辺自身の日誌の一節も必ず紹介している。また、栽培や収穫の直後には、当キャンペーンの近況を伝える目的で2時間枠の特別番組を編成する。
2013年には、「渡辺ヘルムート直道」という名義で、過去の放送や日誌の内容をまとめた番組本『ひとり農業日誌2008‐2010―僕が歩んだ1021日の軌跡』（ISBN 978-4831401809）『ひとり農業日誌2011-2012 「絆」を感じた1752日の軌跡』（ISBN 978-4831401847）がベストブックから相次いで刊行された。
長らく独身だった渡辺は、2014年から、奄美大島の教会に住んでいた高齢の両親との同居を開始。また、当キャンペーンの放送を通じて美容師の女性が移住先の自宅を訪れたことをきっかけに、この女性と結婚した。さらに、この女性に2人の子どもがいることから、結婚を機に2児の父親にもなった。当番組では、駒田のリポートによる結婚式の録画中継（2014年4月4日放送分）など、折に触れて家族の様子も紹介している。
美容室と「ハレルヤ」に使用していた店舗は、渡辺と離れて暮らす妻子の住居も兼ねていた。しかし、近隣を流れる那珂川の堤防が2019年10月の令和元年東日本台風（台風19号）で決壊したことによって、この建物は屋根まで浸水。後に「全壊」と判定されたほか、店舗用のピザ釜を設置していた小屋が洪水で流されるなどの被害を受けたため、現地での営業や生活を断念せざるを得なくなった。もっとも、渡辺一家や渡辺が飼育している動物はすべて無事で、高台に建つ渡辺の自宅も大きな被害を免れた。
金スマ社交ダンス部
2013年より、キンタロー。と岸英明（ロペス）、山本匠晃が社交ダンス大会に挑戦・出場する企画を不定期で放送された。
2021年からは、浅田舞と進藤学（オチョ）による社交ダンス大会挑戦企画が始動。
大ヒット本を徹底検証
「巻くだけダイエット」「心を整える。」「カーヴィーダンス」「体脂肪計タニタの社員食堂」「人生がときめく片づけの魔法」などのベストセラー本の内容を実演する。スタジオに著者を招いてトークをしつつ、芸人などが本の内容にチャレンジし、そのVTRを流す。
テレビ波瀾万丈

### 過去
女の秘密
スタジオに現れた一般女性の秘密を、レギュラー陣がクイズ方式で当てていく。
勇気を持って出場した女性には、スポンサーによる豪華賞品がもらえる（スポンサー提供品でない場合もある）。
女の問題
「突撃!隣のガンコ汚れ」など。
女のハローワーク
スタジオに現れた一般女性の驚くべき仕事を、レギュラー陣がクイズ方式で当てていく。飯島愛の職探しという隠れた目的もあった。小悪魔agehaの読者モデル・渡辺かなえが登場したこともある。2009年1月30日放送分をもって終了となった。
女の達人
様々な特技を持った女性の達人を紹介。第2回では、重原佐千子（石川県のフリーキャスター）と山内あゆ（TBSアナウンサー）が出場。
金スマ陰陽師
このキャンペーンで陰陽師・石田千尋が初登場。
陰陽師石田ちゃんの神業リフォーム
「金スマ陰陽師」とリフォーム企画を足した企画。
金曜日の妻たちは…
キャンペーンタイトルは『金曜日の妻たちへ』をもじったもので、同ドラマの主題歌だった小林明子の「恋におちて -Fall in love-」が使用されている。
街角で見つけた美人な奥様が毎回3名出場し、その中から中居に赤いバラを差し出され、「ベスト・オブ・金妻」として選ばれた1名は、スポンサーである日産自動車のマーチなどの他日産車各車種をかけたダーツに挑戦する。
2007年からは「金妻さんスカウトの旅」と題し、全国各地の美人な奥様を探す企画も始まった。
行列のできる金スマJUDGE
2つの番組のパロディ企画。相談者の訴えを俳優が再現し法律に基づいた判決を弁護士が下す。再現VTR終了後のトークでは演じた俳優が本人に代わってゲストの質問に答えた。
泣きじゃくりのど自慢
自身の悲しいエピソードを披露し、泣きながらその時の思い出の曲を歌うのど自慢。
芸能人では平山あやが出場。
女って怖いんですよキャンペーン（ショートドラマ）
MEGUMI（奥菜恵主演、同名の女性タレントとは無関係）：視聴者からの投稿を元に、女性の復讐劇をドラマ化。
RIE （ともさかりえ主演）：基本的にMEGUMIと同じ。
KANAKO（榎本加奈子主演）：ドラマ部分だけではなく、擬似的にインタビューに答えている部分も加えられた。
キャバ嬢バレー部
キャバクラで働く女性を集めて、バレーボールのチームを結成。
ブランド品で世界を救おうキャンペーン
ブランド品を収集していた女性が数名出場、手持ちのブランド品を売って、そのお金を恵まれない子供たちへの物資に変えて贈った。
物資を届ける役として、当時メンバーの不祥事による活動自粛が明けた直後のEE JUMPが出演したこともあった。
走れグロッキー
金スマ教会
金スマ海の家（夏季限定）
中居の故郷にある逗子海岸に海の家を開き、売上1,000万円を目指す企画。担当ディレクターは、キリスト教牧師の父や、自身とそっくりな双子の妹を家族に持つ奄美大島出身の渡辺ヘルムート直道（制作会社ディレクター）。
ホスト企画
ホストを対象に様々な企画を実施。
『ハモネプ』をパロディにした『ハモホス』（ゲストで、本家の方からRAG FAIRが来たこともあった）、『世界・ふしぎ発見!』をパロディにした『ホストふしぎ発見!』などが代表例。
中居の虎
『マネーの虎』のパロディ。どうしてもお金が必要で困っている人を中居が審査し、認められれば中居から自腹でお金を貸してもらえる。
お金を貸してもらった人は、後日スタジオにて直接返金する。しかし、実際はお金をそのまま持ち逃げされるケースが後を絶たなかった。
その為、中居が直接貸した相手方へ赴いて取り立てる企画を行ったり、上記にある海の家企画に出演させ、海の家の売上によって返済させた。
ブラックフライデー
現代社会で女性に多い社会問題（児童虐待）などを再現ドラマを挟んで真剣に語る。開始当初は月一放送の予定だったが、数カ月で企画休止。
金スマ社会見学
運を切り開く女・松居一代シリーズ
木村の神様シリーズ
偉大なる母の物語り
第1回ゲストは武田鉄矢。
中居遺産
未来に残したい日本各地のB級グルメを紹介するコーナー。
若返りの達人いらっしゃい!
金スマ名曲物語
第1回は「なごり雪」「初恋」
金スマ輝く女シリーズ
第1回ゲストは田渕久美子。
金スマ特別編・女性刑務所シリーズ
全国にある女性刑務所を密着したドキュメントで、女性受刑者に対するインタビュー、女性刑務官の仕事、刑務所が抱える問題などを取材するシリーズ。
作家の家田荘子が刑務所（和歌山刑務所や、栃木刑務所…2009年2月27日放送分）を訪問する密着ドキュメントも放送される。
金スマ占い
初期に番組のエンディングで放送されていた星占い。CGのキャラクターが腹話術人形のように口パクで週末の運勢をしゃべるが、表情や声が急に変わることもある。
「歌声」
一人の歌手にスポットを当て、持田香織（Every Little Thing）との対談VTRを交えながらその歌手の人生を振り返る。番組最後に歌手が自身の代表曲をスタジオで披露する。第1回目のゲストは由紀さおり。
金スマ東大工務店
2015年11月20日より金スマ15周年特別企画として開始。番組ディレクターの清水徹郎とミュージシャンのグローバー（共に東京大学卒業）が、「最高の田舎暮らしを目指す」という目的で、ツリーハウスなどを建築する姿を追う。

## 影響・エピソード

### 金スマGOLD
2004年1月4日（この日は日曜日・放送時間は21時 - 23時9分）に新春スペシャルとして放送。前半は「女の秘密」の芸能人スペシャルで、ソニン・保田圭が出場。後半は「金スマ波瀾万丈」の拡大版で、ゲスト森山良子の半生が取り上げられた。森山が歌った『さとうきび畑』『涙そうそう』が多くの反響を呼び、3年以上前に発売された森山のシングル『さとうきび畑／涙そうそう』がオリコンシングルチャート20位以内に急上昇する現象が起こった。

### 杉田かおる結婚
杉田かおるが結婚した際、2004年4月2日の「金スマ波瀾万丈SP」に出演したことが縁でマスコミでは金スマのスタッフにだけ結婚を打ち明け、独占インタビューや披露宴の密着が2005年1月14日に放送された。自ら「負け犬からセレブへ」と言う電撃結婚に大きな注目が集まり、20.9%の高視聴率を記録した。なお、前述の「波瀾万丈SP」も同じく20.9%の高視聴率だった（視聴率はいずれもビデオリサーチ調べ、関東地区）。

### 大竹しのぶ波瀾万丈
2006年1月27日から2月10日の3週にわたって、レギュラー出演者である大竹しのぶの「金スマ波瀾万丈」を放送。第2週の2月3日は、22.6%の高視聴率を記録した（ビデオリサーチ調べ、関東地区）。

### 金メダルのスマたちへ
2006年2月10日（「金スペ!」枠・放送時間は18時55分 - 20時54分）に中居がメインキャスターを務める2006年トリノオリンピックの開幕直前SPとして放送。「開幕直前!波瀾万丈スペシャル」と題し、安藤美姫などの大会出場選手をゲストに迎えた。

### 飯島愛引退・死去
2007年4月6日放送分の2時間特番は3月31日に収録されたが、これが同日付で芸能界を引退する飯島愛の芸能界での最後のテレビ出演となり、21.0%の高視聴率を記録した（ビデオリサーチ調べ、関東地区）。同年12月24日に飯島愛が死去。毎年12月の最終放送回のエンディングに追悼のメッセージが、番組終了まで流されていた。	

### 東尾理子出産スペシャル
2012年11月9日に放送。東尾理子の出産に密着した。本来の予定では違う内容で放送する予定だった。また『ぴったんこカン・カン』は放送を予定していたが、放送を休止した。

### 「佐村河内守」特集
2013年4月26日に佐村河内守の曲の制作経緯を放送したが、2014年2月5日に週刊文春で新垣隆によるゴーストライター問題が発覚した。これを受け番組はホームページで「別人が作曲していることに気付くことができませんでした。毎週楽しみに見てくださっている視聴者の皆様にお詫び申しあげます。」との謝罪コメントを掲載した。

### 『殉愛』特集
2014年11月7日に番組内で、作家・百田尚樹の著書『殉愛』（やしきたかじんが食道ガンと戦った闘病生活“最期の2年間”を看病した妻・さくらの証言をもとに書いたとされる作品）の特集を放送し、直後、内容に疑問の声が噴出した。
ネット上では内容に関し、否定的な意見が多数を占めた。『殉愛』特集自体は視聴率12.6%を記録したが、この放送以降、番組の視聴率は7.8%、8.5%、8.7%と1ケタ続きまで落ち込んだ。

### ベッキー復帰
2016年5月13日放送。交際相手だった川谷絵音との不倫騒動により、同年1月から休業していたベッキーの104日ぶりのテレビ復帰となった。平均視聴率は24.0%の高視聴率を記録し、2007年9月21日放送回の22.8%を上回り、番組歴代最高視聴率となった（視聴率はいずれもビデオリサーチ調べ、関東地区）。

### 特別放送「1年前に志村けんさんが語ってくれたこと」
2020年4月3日に放送。志村けん（ザ・ドリフターズメンバー、コメディアン）の訃報を受け、2019年4月5日放送の「金スマSP 平成の最後に志村けんに聞いておきたいこと」に未公開映像を加えて再編集した内容。番組冒頭中居のみがスタジオに出演し「僕自身もジャンルは違いますが、たくさん影響をもたらしてくれた一人です」等と志村へ哀悼の意を述べた。世帯平均視聴率は関東地区で20.1%、関西地区で19.3%と両地区とも高視聴率を記録した（両地区ともビデオリサーチ調べ・リアルタイム）。

### モーニング娘。'21&OG総勢18名! 今夜限りうたばん秘蔵映像解禁
2021年4月2日に放送。番組後半に中居も知らないサプライズゲストとしてかつて『うたばん』でMCとして中居と共演していたとんねるずの石橋貴明が登場、『うたばん』本放送終了以来、11年ぶりに本番組のMCコンビによるトークが復活、かつてゲスト出演していたモーニング娘。OGメンバー6人（石黒彩、飯田圭織、保田圭、矢口真里、高橋愛、田中れいな）との再会を果たし、このほか、佐藤優樹と岡村ほまれを除くモーニング娘。'21メンバー12人（譜久村聖、生田衣梨奈、石田亜佑美、小田さくら、野中美希、牧野真莉愛、羽賀朱音、加賀楓、横山玲奈、森戸知沙希、北川莉央、山﨑愛生）とも共演。また、モーニング娘。'21は番組内で金スマ・スペシャルメドレーと称した歴代ナンバーのメドレー（恋愛レボリューション21〈Updated〉→わがまま 気のまま 愛のジョーク→純情エビデンス→泡沫サタデーナイト!）を披露した。

## ネット局と放送時間
| 放送対象地域  | 放送局                    | 系列    | 放送日時           |
| ------------- | ------------------------- | ------- | ------------------ |
| 関東広域圏    | TBSテレビ（TBS）          | TBS系列 | 金曜 20:57 - 22:00 |
| 北海道        | 北海道放送（HBC）         | TBS系列 | 金曜 20:57 - 22:00 |
| 青森県        | 青森テレビ（ATV）         | TBS系列 | 金曜 20:57 - 22:00 |
| 岩手県        | IBC岩手放送（IBC）        | TBS系列 | 金曜 20:57 - 22:00 |
| 宮城県        | 東北放送（tbc）           | TBS系列 | 金曜 20:57 - 22:00 |
| 山形県        | テレビユー山形（TUY）     | TBS系列 | 金曜 20:57 - 22:00 |
| 福島県        | テレビユー福島（TUF）     | TBS系列 | 金曜 20:57 - 22:00 |
| 山梨県        | テレビ山梨（UTY）         | TBS系列 | 金曜 20:57 - 22:00 |
| 新潟県        | 新潟放送（BSN）           | TBS系列 | 金曜 20:57 - 22:00 |
| 長野県        | 信越放送（SBC）           | TBS系列 | 金曜 20:57 - 22:00 |
| 静岡県        | 静岡放送（SBS）           | TBS系列 | 金曜 20:57 - 22:00 |
| 富山県        | チューリップテレビ（TUT） | TBS系列 | 金曜 20:57 - 22:00 |
| 石川県        | 北陸放送（MRO）           | TBS系列 | 金曜 20:57 - 22:00 |
| 中京広域圏    | CBCテレビ（CBC）          | TBS系列 | 金曜 20:57 - 22:00 |
| 近畿広域圏    | 毎日放送（MBS）           | TBS系列 | 金曜 20:57 - 22:00 |
| 鳥取県 島根県 | 山陰放送（BSS）           | TBS系列 | 金曜 20:57 - 22:00 |
| 岡山県 香川県 | RSK山陽放送（RSK）        | TBS系列 | 金曜 20:57 - 22:00 |
| 広島県        | 中国放送（RCC）           | TBS系列 | 金曜 20:57 - 22:00 |
| 山口県        | テレビ山口（tys）         | TBS系列 | 金曜 20:57 - 22:00 |
| 愛媛県        | あいテレビ（itv）         | TBS系列 | 金曜 20:57 - 22:00 |
| 高知県        | テレビ高知（KUTV）        | TBS系列 | 金曜 20:57 - 22:00 |
| 福岡県        | RKB毎日放送（RKB）        | TBS系列 | 金曜 20:57 - 22:00 |
| 長崎県        | 長崎放送（NBC）           | TBS系列 | 金曜 20:57 - 22:00 |
| 熊本県        | 熊本放送（RKK）           | TBS系列 | 金曜 20:57 - 22:00 |
| 大分県        | 大分放送（OBS）           | TBS系列 | 金曜 20:57 - 22:00 |
| 宮崎県        | 宮崎放送（MRT）           | TBS系列 | 金曜 20:57 - 22:00 |
| 鹿児島県      | 南日本放送（MBC）         | TBS系列 | 金曜 20:57 - 22:00 |
| 沖縄県        | 琉球放送（RBC）           | TBS系列 | 金曜 20:57 - 22:00 |

### 変遷
| 放送期間   | 放送期間   | 放送時間（JST）            |
| ---------- | ---------- | -------------------------- |
| 2001.10.19 | 2016.03.18 | 金曜 21:00 - 21:54（54分） |
| 2016.04.01 | 2024.12.13 | 金曜 20:57 - 22:00（63分） |

## スタッフ（2024年12月13日まで）
- チーフプロデューサー・総合演出 - 竹永典弘（TBSテレビ、2023年7月7日 - 、以前はチーフディレクター→2020年10月9日 - 2021年6月までプロデューサー、2021年7月9日 - 2023年6月までCP）
- 構成 - 都築浩、佐藤雄介、羽柴拓【毎週】、山形遼介、デーブ八坂、タムケン、谷口マサヒト、田村犬遵、あないかずひさ、木下大樹【週替り】
- リサーチ - 増田瞳
- CG - 大宮司徳盛
- ナレーター - 相原嵩明【毎週】、真地勇志、田中真弓、掛川裕彦、宮川美保、斉藤貴美子、野島健児、中井和哉、新井良平、斉木美帆、山根綺、山口太郎、阿部華也子、林佑香、大塚明夫、藤本たかひろ、島田敏、水沢史絵、Nona、伊倉一恵、松山鷹志、中根徹、大和田仁美、小平桃歌、塩山由佳、園田翔、鈴木賢、小松由佳、平井啓二、下地紫野、寺瀬今日子、幸野善之、草野太一、林藤さちこ、川津泰彦、豊嶋真千子、住友優子、竹田佳央里、野田圭一、真殿光昭、岡本寛志、宮坂俊蔵、前田綾香、山本百合子、岩田光央、山田真一、川口桜、田中啓太郎（真地→以前は毎週、山田→一時離脱→復帰）【週替り】
- TM - 大谷憲司
- TD - 坂口司【週替り】
- TD・CAM - 鈴木貴雄【週替り】
- VE - 久保澤知史、杉崎彩瑛、木野(ノ)内洋、熊谷雄太【週替り】
- CAM - 中村年正、坂口良、河野広樹【週替り】
- 照明 - 木戸昭彦、高木亘、富井泰良、木村郁恵【週替り】
- 音声 - 藤井勝彦、小岩英樹【週替り】
- TK - 長谷川道子
- 音響効果 - 太田光則、伊藤誠（伊藤→一時離脱→復帰）
- MA - 的池将
- 編集 - 白田進児、木戸利彦
- 美術プロデューサー - 杉山智之（以前は美術制作→美術ディレクター）
- 美術ディレクター - 田中秀和
- 装置 - 岡野浩典
- 装置操作 - 前野博幸
- 装飾 - 深山健太郎
- 電飾 - 渡辺竜明、石井誠吾
- メカシステム - 庄子泰広
- 特殊メカ - 高(髙)橋出
- アクリル装飾︰井上千洸
- 衣装 - 坪内夏美
- 持道具 - 上井佟弥
- メイク - アートメイク・トキ
- デスク - 川上綾子
- 番組宣伝 - 落合真美・星菜（奈）津美（共にTBSテレビ）
- 技術協力 - TBS ACT（2021年4月2日 - 、旧 東通）
- 制作協力 - ファルコン、ボトム、山口社
- 編成 - 髙田脩（TBSテレビ、以前は演出/ディレクター→2020年10月9日 - 2023年6月まで総合演出→一時離脱）
- 農業 - 渡辺直道【不定期】
- 協力 - 東京オフラインセンター
- AP - 長内信博、大山小百合、松原元美、山口葉月【毎週】、高橋久直（極東電視台）、金子美樹、北村遥子、竹井晶子、中塩仁美、藤田典子【週替り】（金子→以前は演出/ディレクター→一時離脱）
- ディレクター - 瀬津巧、菊地和人、田邊恒平・本田学（SION、本田→以前は演出）、高（髙）橋慎耶、真船潤、曽我和隆（PLATFORM）、濱村亮平（ファルコン）、瀧澤将太（クラリシオン）、日向良夫、古田秀成、黒川展寛、菊島由佳子、本田哲也（ダイジョブス）、飯塚桂子、照井有、尾越功（ハンター）、島田ひかる（ファルコン）、上田健太、川口達也、伊藤史、棚橋元信、橘信吾、小宮佑一朗・田村裕之（TBSテレビ）、佐々木俊、橋本詳吾、大柿博史、山下壱晟、原口虹架（TBSテレビ）【週替り】（黒川・菊島→一時離脱→復帰、瀧澤・菊地・日向・本田・黒川・菊島→以前は演出兼務、尾越→以前は演出→一時離脱）
- ディレクター・演出 - 竹村直（BMC）・川口央（ボトム）、守屋茂員（M-SPOT、以前も担当）、久野公嗣、吉地淳悟【週替り】
- 演出 - 堤俊博（BERMUDA）、町田有史・須藤有加・加藤雄一朗（TBSテレビ）、齋藤篤史、石野将（エクセリング）【週替り】（堤・町田・石野→共に以前はディレクター、石野→一時離脱）
- プロデューサー - 赤阪千明（TBSテレビ、以前は毎週担当プロデューサー、演出兼務の回あり）、伊藤隆大（TBSテレビ、2024年7月12日 - ）/小原佑斗・常盤吉弘（SION、常盤→以前はキャスティングプロデューサー→担当プロデューサー）、神野友里・酒井甚哉・川島道子（極東電視台）、小杉菜穂子・松原由昌（TBSテレビ）、池田大史（ファンナイズ）【週替り】、壁谷政彦（ファルコン）【毎週】（伊藤・松原以外全員→以前は担当プロデューサー）
- 制作プロデューサー - 大木真太郎（TBSテレビ、2021年7月9日 - 、以前はチーフプロデューサー）
- 制作 - TBSテレビコンテンツ制作局制作1部
- 製作著作 - TBS

### 過去のスタッフ
- ナレーター - 八奈見乗児（全般）、小林清志（「金スマ陰陽師」「ひとり農業」）、住友七絵（「黄泉がえり」） 番組当初はこの3人、Gたかし
- 構成 - 渡辺勝彦、森下佳子、鈴木しげき、若尾守重、柴田航太郎、石津聡、小林和正、永井ふわふわ、下田雄大、鶴田勝哉、樋口卓治、鈴木おさむ/加藤淳一郎（樋口・加藤→毎週）
- リサーチ - 奥村かね、松嶋瑞妃、小笠原みさき
- タイトル - 薮内省吾
- TM - 丹野至之、中澤健、小澤義春、荒木健一、森和哉、鈴木昭平
- TD - 伊東修、小笠原朋樹（小笠原→以前はCAM）
- VE - 山川啓一、青木孝憲、穂積大輔、猿田新吾、宇都宮勝
- カメラ - 柳田智明
- 照明 - 夏井茂之、清水朝彦
- 音声 - 照屋哲
- TK - 江藤香織
- 編集 - 日下石京子、新井隆水、早坂裕
- 音響効果 - 赤津裕明、絹野結花
- 美術プロデューサー・デザイン - 山口智広
- 美術ディレクター︰齋藤幸雄
- 美術制作 - 岡嶋正浩
- 装置 - 尻無浜宏人
- 装飾 - 八木沢秀夫
- 電飾 - 今村和之、有吉裕二
- 特殊効果 - 山口貴史
- 衣裳 - 吉田俊美、原口恵里
- 持道具 - 田中ひとみ、小松絵里子、畠山浩義、岩本美徳（畠山・岩本→一時離脱→復帰）
- 番組宣伝 - 秋山真人・藤田千春・鈴木慎治（鈴木→以前はAP）・益田千愛・松村紗仁子・稲垣真穂（全員TBSテレビ）
- 編成 - 高橋正尚・藤原麻知・高橋務・御法川隼斗・福田健太郎・高橋智大・渡瀬暁彦・青木伸介・東仲恵吾・吉藤芽衣・三浦萌・黎景怡・広瀬泰斗・小島健之（全員TBSテレビ、渡瀬・青木→一時離脱→復帰）
- 配信 - 保坂龍之助（2022年4月29日 - ）
- AP - 谷岡千江里、有吉由美、久松理絵、山縣奈緒、加藤和恵、内海阿や、橋本梓
- キャスティングプロデューサー - 山口敦司（THE WORKS、以前は担当プロデューサー）、久田誠司、新貝元章
- ディレクター - 藤村卓也（ボトム）、千田幸博（エクセリング）、深谷俊介、米田潤、野口雅樹、山口未歩、杉井雄哉
- 演出/ディレクター - 青木良憲、小林洋、坂下勝己（TBSテレビ、坂下→一時離脱→復帰）、竹内由渡利
- マネージメントプロデューサー - 小谷和彦（TBSテレビ）
- チーフディレクター - 角田陽一郎 （TBSテレビ）
- 担当プロデューサー - 谷沢美和・志賀大士（共にTBSテレビ、志賀→2020年10月9日 - 2023年3月、2020年5月1日 - 9月までマネージメントプロデューサー、以前は演出→一時離脱）
- プロデューサー - 阿部龍二郎・帯純也・吉橋隆雄・髙宮望（全員TBSテレビ、吉橋→2023年4月7日 - 6月、以前はマネージメントプロデューサー→2020年1月10日 - 9月までエグゼクティブプロデューサー、2020年10月9日 - 2023年3月までは担当プロデューサー、髙宮→2022年4月8日 - 2024年6月）
- オープニング制作 - J.C.STAFF
- 企画協力 - ジャニーズ事務所
- 制作協力 - ゴッズダイナミックワールド、ボックス・タートル
- 制作 - TBSエンタテインメント→TBSテレビ